# Bembidion pseudoerasum
Bembidion pseudoerasum är en skalbaggsart som beskrevs av Carl Hildebrand Lindroth. Bembidion pseudoerasum ingår i släktet Bembidion och familjen jordlöpare. Inga underarter finns listade i Catalogue of Life.